# Huperzia occidentalis
Huperzia occidentalis är en lummerväxtart som först beskrevs av Willard Nelson Clute, och fick sitt nu gällande namn av John T. Kartesz och Gandhi. Huperzia occidentalis ingår i släktet lopplumrar, och familjen lummerväxter. Inga underarter finns listade i Catalogue of Life.